# Рапина
Рјапина (ест. Räpina) је град у округу Пилва, у јужној Естонији.
Према попису становништва из 2009. године, на површини од 3,7 km², живи 2.867 становника.